# Affreschi del porticato di villa Giulia (sinistra)
Gli affreschi del porticato di Villa Giulia, la residenza di campagna di papa Giulio III, sono stati realizzati fra l'autunno del 1552 e la primavera del 1553.

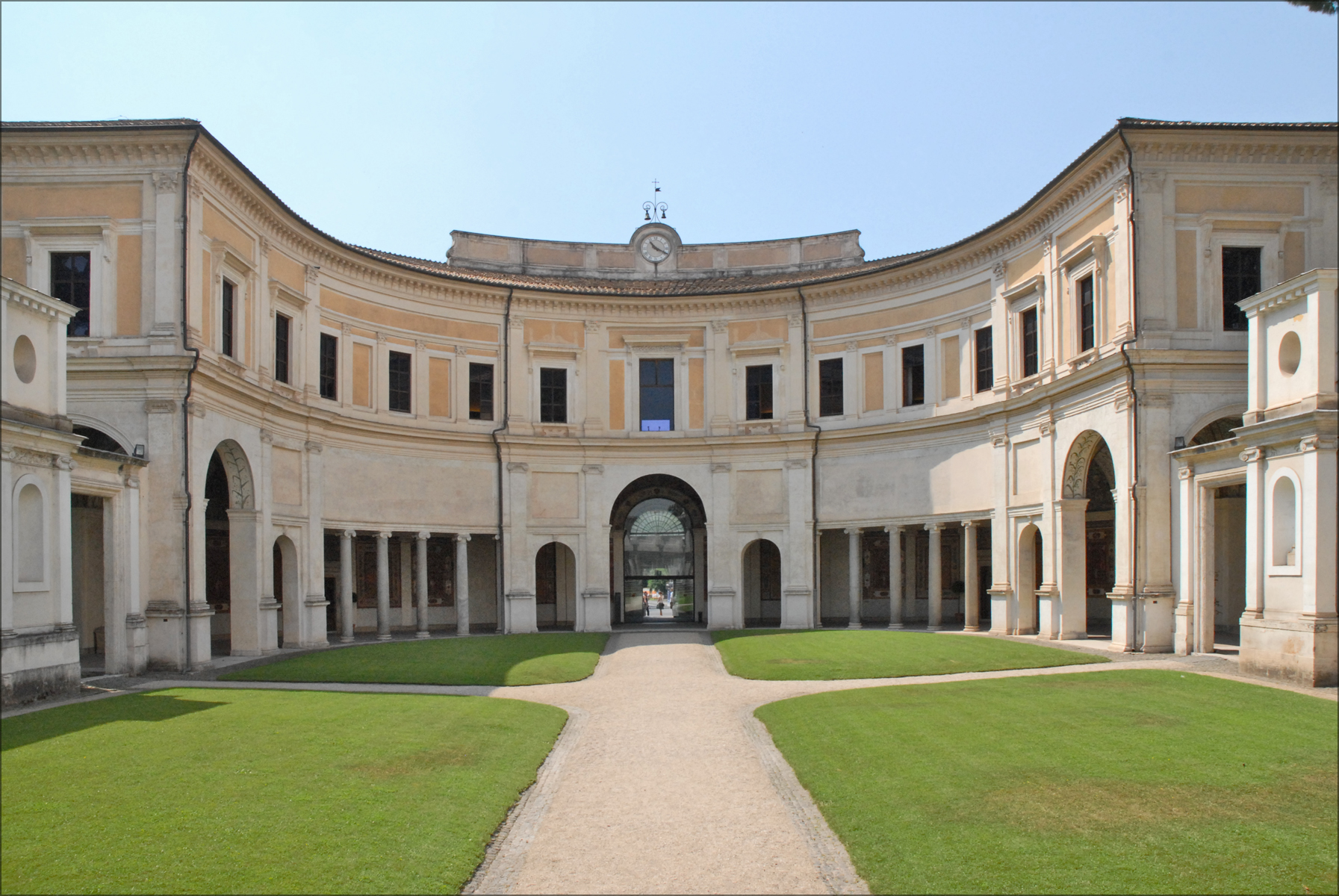
Emiciclo di Villa Giulia

## Descrizione
Visto dall'esterno, cioè dal giardino, il porticato di Villa Giulia, che è ha la forma di un emiciclo, ha al centro e alle sue due estremità un grande arco. Questi tre archi sono della stessa ampiezza ed altezza e corrispondono a tre ambienti che fanno parte del porticato e che sono a pianta quadrata e coperti con una volta a crociera a 4 vele. A fianco dell'arco centrale si aprono due archi, più piccoli e bassi; identica è la forma dei due archi che precedono i due grandi archi che si aprono al termine dell'emiciclo. Dal giardino, la parte centrale delle due ali dell'emiciclo corrisponde ad una fila di colonne con il capitello corinzio.
La struttura del porticato ha quindi condizionato il decoro interno ad affresco, ma il progetto di decorazione pittorica non solo ha seguito, ma in qualche modo anche amplificato, per quanto possibile, la struttura ripetitiva della costruzione. La parete interna dell'emiciclo è decorata con affreschi a grottaglie, mentre le volte, sia quelle a botte, sia quelle a crociera, sono coperte da un aereo pergolato, in cui occhieggiano, sullo sfondo azzurro del cielo, aperture ovali, o a rombo, o ottagonali, o ovali, o a semiluna, che sono abitate da putti, da amorini, da satirelli, da uccelli e da piccoli mammiferi. C'è grande libertà e un pizzico d'ironia nel rappresentare i giochi, non sempre innocenti, fra i putti e i piccoli satiri, che hanno zampe pelose e caprine; al contrario gli affreschi a grottesche sulle pareti hanno una classica, e in parte ripetitiva, armonica impostazione.
La forma di queste aperture non è casuale, ma risponde ad una precisa e ripetitiva scansione geometrica. Anche il pergolato dipinto ad affresco ha precise caratteristiche: nei tre ambienti a pianta quadrata il pergolato è di gelsomino bianco; nelle due parti centrali dell'emiciclo è stato invece dipinto un pergolato con grandi grappoli di uva nera e bianca e in corrispondenza dei quattro archi bassi il pergolato è fatto di rose rosse, bianche e rosa. Nel giardino probabilmente crescevano queste stesse piante e l'aroma dei fiori e dei frutti veri accentuava la sensazione di trovarsi, all'interno dell'emiciclo, sotto un pergolato vero.

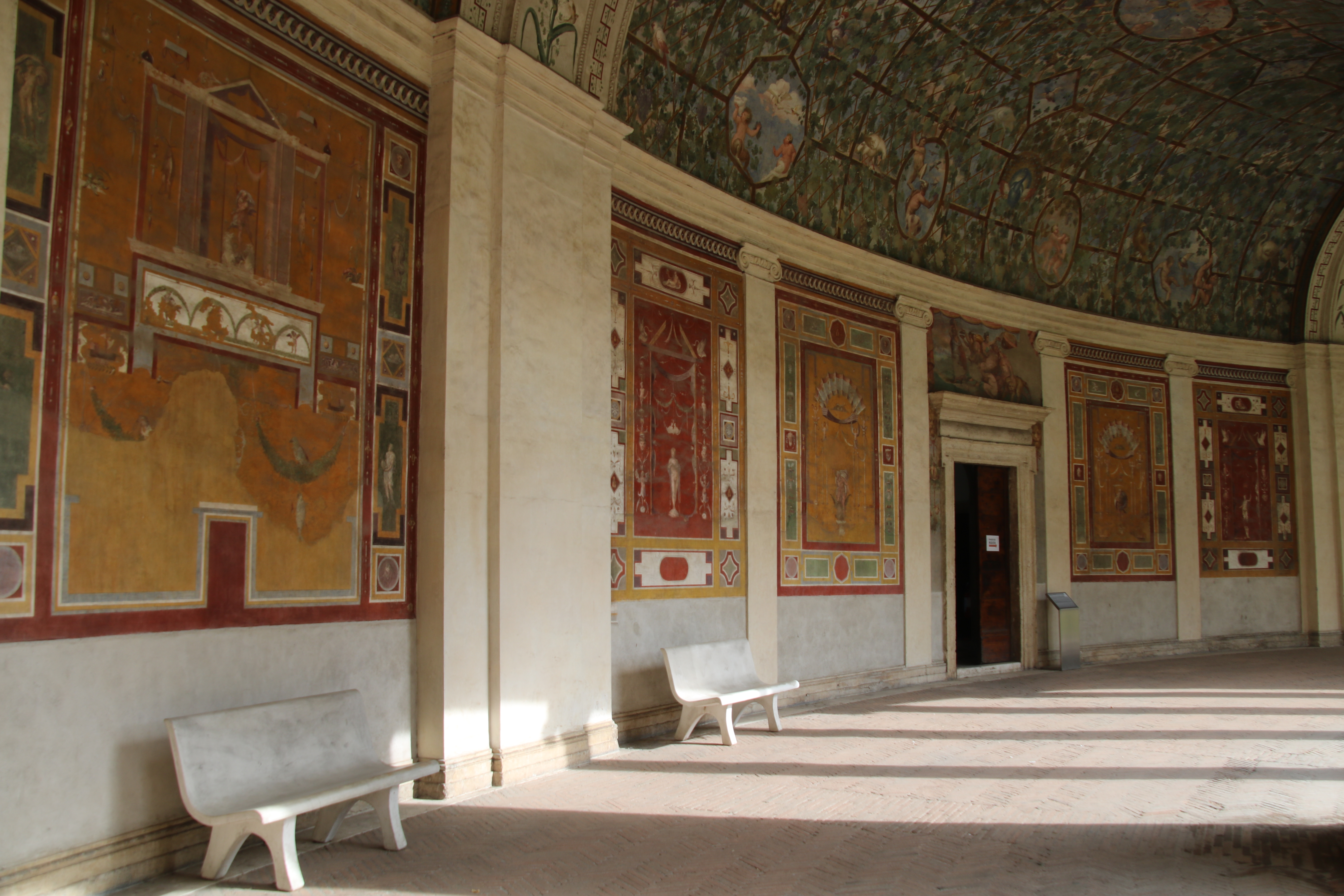
Villa Giulia, portico, ala di sinistra

### Il restauro dell'ala sinistra
Nel restauro dell'ala sinistra del porticato furono verificati difetti di adesione dell'intonaco alla struttura muraria e punti di de-coesione tra intonaco finale e l'arriccio preparatorio. Infiltrazioni capillari, presenti nelle zone inferiori, avevano danneggiato in particolare le grottesche. Il sollevamento della pellicola pittorica riguardava soprattutto i pigmenti verdi, utilizzati in grande quantità sulla volta. Si era anche verificata un'alterazione del colore dei fissativi, adoperati in precedenti restauri. Vecchie ridipinture erano cadute, nei punti dove erano stati sovrapposti strati di colore.
La tecnica usata per realizzare gli affreschi non era stata uniforme: in gran parte i dipinti erano stati fatti con la tradizionale tecnica a fresco, ma erano presenti anche successive rifiniture a secco, date con colori a tempera. La grande partitura geometrica scura, in figure quadrangolari omogenee, era stata realizzata come prima cosa, attraverso la battitura di fili tesi. Per gli elementi ripetitivi - come foglie, rose, canne, rose, uva - erano stati utilizzati cartoni a spolvero, ma anche stampini, applicati con direzioni diverse e poi coperti da pitture di diverse tinte. In punti specifici, in particolare per delineare le figure, era stata invece scelta l'incisione diretta, a mano libera e sull'intonaco fresco, del soggetto da dipingere.

### Affreschi sulle pareti
| Autore e titolo                                                                                            | Descrizione | Immagine |
| --- | --- | -------- |
| Pietro Venale? - Grottesca con Nettuno che cavalca in piedi cavalli bianchi, incitandoli con il tridente.  | |          |
| Pietro Venale? - Grottesca con Giove sull'aquila e il fulmine in mano.                                     | |          |
| Pietro Venale? - Grottesca con Crono con in mano la falce e in braccio Giove bambino.                      | |          |
| Prospero Fontana e aiuti - Sovrapporta. Affresco con Bacco portato a spalle.                               | Nel corteggio, Bacco giovane è portato a spalle da satiri; una baccante gli versa in bocca il vino che cade da un otre, trasportato da un satiro; un'altra baccante suona i crotali; una terza baccante precede con in testa un cesto di uva; in primo piano una leonessa. |          |
| Pietro Venale? - Figura centrale di grottesca con Diana che ha in testa la falce di luna e in mano l'arco. | |          |
| Pietro Venale? - Grottesca di Bacco giovane con Pan bambino e una leonessa.                                | |          |

### Affreschi sulla volta a botte
| Autore e titolo                                                                        | Descrizione | Immagine |
| -------------------------------------------------------------------------------------- | ----------- | -------- |
| Parte della volta della zona centrale del porticato e parte del porticato di sinistra. |             |          |

#### Primo pergolato di rose
| Autore e titolo                                                                                         | Descrizione | Immagine |
| --- | ----------- | -------- |
| Prospero Fontana? - Amorino in apertura a rombo con colomba bianca e pappagallo bianco.                 |             |          |
| Prospero Fontana? - Due amorini affacciati in apertura ottagonale, con uccellini in volo.               |             |          |
| Prospero Fontana? - Un amorino, in apertura a rombo, semisdraiato coglie una rosa. Tre uccelli su rami. |             |          |

#### Pergolato di uva
| Autore e titolo                                                                                               | Descrizione | Immagine |
| --- | --- | -------- |
| Prospero Fontana? - Due putti affacciati ad una apertura circolare, con uccelli.                              | |          |
| Prospero Fontana? - Volo di uccelli in apertura a rombo.                                                      | |          |
| Prospero Fontana? - Quaglia e airone.                                                                         | |          |
| Prospero Fontana? - In apertura ottagonale due putti e un gufo reale.                                         | |          |
| Prospero Fontana? - In apertura ovale un putto e un piccolo satiro.                                           | In precario equilibrio il putto, seduto sul sedere del piccolo satiro, coglie uva, mentre l'altro si allunga verso un airone.                                                                                      |          |
| Prospero Fontana? - In apertura ovale quattro putti affacciati e un volo di uccelli.                          | |          |
| Prospero Fontana? - Volo di uccelli attraverso un'apertura a rombo.                                           | |          |
| Prospero Fontana? - Un putto, sulle spalle di un piccolo satiro, si allunga a cogliere uva.                   | |          |
| Prospero Fontana? - Un putto si affaccia per cogliere un grappolo di uva nera.                                | |          |
| Prospero Fontana? - Due putti e un piccolo satiro, in apertura ottagonale.                                    | Un putto, che stringe in mano un grappolo d'uva, penzola dal pergolato, mentre il piccolo satiro beve succo d'uva da una conchiglia. Un altro putto tenta di far perdere l'equilibrio al satirello. Upupa in volo. |          |
| Prospero Fontana? - Due colombe bianche sopra un ramo.                                                        | |          |
| Prospero Fontana? - Due amorini con le ali affacciati e volo di uccelli.                                      | |          |
| Prospero Fontana? - Due piccoli satiri, in apertura ottagonale.                                               | Un satirello beve da una conchiglia bianca e l'altro ha legato con un filo la zampa di un airone bianco. |          |
| Prospero Fontana? - In apertura ovale due putti litigano, prendendosi per i capelli. Un pavone sopra un ramo. | |          |
| Prospero Fontana? - Tre putti in apertura ottagonale.                                                         | Mentre due putti si arrampicano, il terzo fa la pipì. |          |
| Prospero Fontana? - Airone.                                                                                   | |          |

#### Secondo pergolato di rose
| Autore e titolo                                                                           | Descrizione                                                                     | Immagine |
| ----------------------------------------------------------------------------------------- | ------------------------------------------------------------------------------- | -------- |
| Prospero Fontana? - Un putto e un piccolo satiro in apertura a rombo.                     | Gioco erotico tra il putto e il satirello. Posato sopra un ramo c'è un falcone. |          |
| Prospero Fontana? - Un putto, un gufo e un volo di uccelli, entro un'apertura ottagonale. |                                                                                 |          |
| Prospero Fontana? - Gioco di due putti, in una apertura a rombo.                          |                                                                                 |          |

### Affreschi sulla volta a crociera
| Autore e titolo | Descrizione                                                                            | Immagine |
| --- | -------------------------------------------------------------------------------------- | -------- |
| Prospero Fontana? - Affreschi sulle quattro vele. Quattro aperture, a mezzaluna, di un pergolato di gelsomini bianchi. |                                                                                        |          |
| Prospero Fontana? - Due putti a cavalcioni di un ramo.                                                                 | Un putto suona la cornamusa e l'altro accenna ad un movimento di danza con le braccia. |          |
| Prospero Fontana? - Due putti danzano, con le braccia allacciate.                                                      |                                                                                        |          |
| Prospero Fontana? - Due amorini con le ali colgono gelsomini e li mettono in un cestino.                               |                                                                                        |          |
| Prospero Fontana? - Due amorini, uno con una girandola con stemmi del papa.                                            | Lo stemma è di Giulio III. Un fagiano è posato su un ramo.                             |          |